# 埃里克·莱明
埃里克·莱明（瑞典語：Eric Lemming，1880年2月22日—1930年6月5日），瑞典男子田径运动员，主攻标枪。他曾代表瑞典参加1900年、1908年和1912年夏季奥林匹克运动会田径比赛，共获得三枚金牌。